# Manettia asperifolia
Manettia asperifolia é uma espécie de dicotiledónea pertencente à família Rubiaceae, descrita em 1929.